# 第76回ゴールデングローブ賞
第76回ゴールデングローブ賞（だい76かいゴールデングローブしょう）は2018年の映画とテレビ番組を対象としており、ノミネーションは2018年12月6日に発表され、授賞式は2019年1月6日にカリフォルニア州ビバリーヒルズのビバリーヒルトン・ホテルで行われ、NBCが放送された。授賞式はディック・クラーク・プロダクションズがハリウッド外国人映画記者協会と共同でプロデュースする。司会はサンドラ・オーとアンディ・サムバーグが務める。

## 受賞とノミネート

### 映画
| 映画作品賞 | 映画作品賞 |
| ドラマ部門 | ミュージカル・コメディ部門 |
| --- | --- |
| - 『ボヘミアン・ラプソディ』 - 『ブラックパンサー』 - 『ブラック・クランズマン』 - 『ビール・ストリートの恋人たち』 - 『アリー/ スター誕生』 | - 『グリーンブック』 - 『クレイジー・リッチ!』 - 『女王陛下のお気に入り』 - 『メリー・ポピンズ リターンズ』 - 『バイス』 |
| 映画演技賞（ドラマ部門） | |
| 主演男優賞 | 主演女優賞 |
| - ラミ・マレック - 『ボヘミアン・ラプソディ』 - ブラッドリー・クーパー - 『アリー/ スター誕生』 - ウィレム・デフォー - 『永遠の門 ゴッホの見た未来』 - ルーカス・ヘッジズ - 『ある少年の告白』 - ジョン・デヴィッド・ワシントン - 『ブラック・クランズマン』 | - グレン・クローズ - 『天才作家の妻 40年目の真実』 - レディー・ガガ - 『アリー/ スター誕生』 - ニコール・キッドマン - 『ストレイ・ドッグ』 - メリッサ・マッカーシー - 『ある女流作家の罪と罰』 - ロザムンド・パイク - 『プライベート・ウォー』                                                             |
| 映画演技賞（ミュージカル・コメディ部門） | |
| 主演男優賞 | 主演女優賞 |
| - クリスチャン・ベール - 『バイス』 - リン＝マニュエル・ミランダ - 『メリー・ポピンズ リターンズ』 - ヴィゴ・モーテンセン - 『グリーンブック』 - ロバート・レッドフォード - 『さらば愛しきアウトロー』 - ジョン・C・ライリー - 『僕たちのラストステージ』    | - オリヴィア・コールマン - 『女王陛下のお気に入り』 - エミリー・ブラント - 『メリー・ポピンズ リターンズ』 - エルシー・フィッシャー - 『エイス・グレード 世界でいちばんクールな私へ』 - シャーリーズ・セロン - 『タリーと私の秘密の時間』 - コンスタンス・ウー - 『クレイジー・リッチ!』                   |
| 助演男優賞 | 助演女優賞 |
| - マハーシャラ・アリ - 『グリーンブック』 - アダム・ドライバー - 『ブラック・クランズマン』 - ティモシー・シャラメ - 『ビューティフル・ボーイ』 - リチャード・E・グラント - 『ある女流作家の罪と罰』 - サム・ロックウェル - 『バイス』                       | - レジーナ・キング - 『ビール・ストリートの恋人たち』 - エイミー・アダムス - 『バイス』 - クレア・フォイ - 『ファースト・マン』 - エマ・ストーン - 『女王陛下のお気に入り』 - レイチェル・ワイズ - 『女王陛下のお気に入り』                                                                                |
| 監督賞 | 脚本賞 |
| - アルフォンソ・キュアロン - 『ROMA/ローマ』 - ブラッドリー・クーパー - 『アリー/ スター誕生』 - ピーター・ファレリー - 『グリーンブック』 - スパイク・リー - 『ブラック・クランズマン』 - アダム・マッケイ - 『バイス』                                     | - ブライアン・ヘインズ・クリー、ピーター・ファレリー、ニック・ヴァレロンガ - 『グリーンブック』 - アルフォンソ・キュアロン - 『ROMA/ローマ』 - デボラ・デイヴィス、トニー・マクナマラ - 『女王陛下のお気に入り』 - バリー・ジェンキンス - 『ビール・ストリートの恋人たち』 - アダム・マッケイ - 『バイス』 |
| 作曲賞 | 主題歌賞 |
| - ジャスティン・ハーウィッツ - 『ファースト・マン』 - マルコ・ベルトラミ - 『クワイエット・プレイス』 - アレクサンドル・デスプラ - 『犬ヶ島』 - ルドウィグ・ゴランソン - 『ブラックパンサー』 - マーク・シャイマン - 『メリー・ポピンズ リターンズ』         | - 「シャロウ 〜『アリー/ スター誕生』 愛のうた」 - 『アリー/ スター誕生』 - 「オール・ザ・スターズ」 - 『ブラックパンサー』 - "Girl in the Movies" - 『ダンプリン』 - "Requiem for a Private War" - 『プライベート・ウォー』 - "Revelation" - 『ある少年の告白』                                           |
| アニメ映画賞 | 外国語映画賞 |
| - 『スパイダーマン:スパイダーバース』 - 『インクレディブル・ファミリー』 - 『犬ヶ島』 - 『未来のミライ』 - 『シュガー・ラッシュ:オンライン』 | - 『ROMA/ローマ』 - 『存在のない子供たち』 - 『Girl/ガール』 - 『ある画家の数奇な運命』 - 『万引き家族』 |

### テレビドラマ
| テレビドラマ作品賞 | テレビドラマ作品賞 |
| ドラマ部門 | ミュージカル・コメディ部門 |
| --- | --- |
| - 『ジ・アメリカンズ』 - 『ボディガード -守るべきもの-』 - 『ホームカミング』 - 『キリング・イヴ/Killing Eve』 - 『POSE/ポーズ』 | - 『コミンスキー・メソッド』 - 『バリー』 - 『グッド・プレイス』 - 『Kidding』 - 『マーベラス・ミセス・メイゼル』 |
| テレビドラマ演技賞（ドラマ部門） | |
| 主演男優賞 | 主演女優賞 |
| - リチャード・マッデン – 『ボディガード -守るべきもの-』 - ジェイソン・ベイトマン – 『オザークへようこそ』 - ステファン・ジェームズ – 『ホームカミング』 - リチャード・マッデン – 『ボディガード -守るべきもの-』 - ビリー・ポーター – 『POSE/ポーズ』 - マシュー・リス – 『ジ・アメリカンズ』           | - サンドラ・オー – 『キリング・イヴ/Killing Eve』 - カトリーナ・バルフ – 『アウトランダー』 - エリザベス・モス – 『ハンドメイズ・テイル/侍女の物語』 - ジュリア・ロバーツ – 『ホームカミング』 - ケリー・ラッセル – 『ジ・アメリカンズ』                                                                |
| テレビドラマ演技賞（ミュージカル・コメディ部門） | |
| 主演男優賞 | 主演女優賞 |
| - マイケル・ダグラス – 『コミンスキー・メソッド』 - サシャ・バロン・コーエン – 『Who Is America?』 - ジム・キャリー – 『Kidding』 - ドナルド・グローヴァー – 『アトランタ』 - ビル・ヘイダー – 『バリー』                                                                                                | - レイチェル・ブロズナハン – 『マーベラス・ミセス・メイゼル』 - クリスティン・ベル – 『グッド・プレイス』 - キャンディス・バーゲン – 『TVキャスター マーフィー・ブラウン』 - アリソン・ブリー – 『GLOW: ゴージャス・レディ・オブ・レスリング』 - デブラ・メッシング – 『ふたりは友達? ウィル&グレイス』 |
| テレビドラマ演技賞（ミニシリーズ・テレビ映画部門） | |
| 主演男優賞 | 主演女優賞 |
| - ダレン・クリス – 『アメリカン・クライム・ストーリー/ヴェルサーチ暗殺』 - アントニオ・バンデラス - 『ジーニアス: ピカソ』 - ダニエル・ブリュール – 『エイリアニスト』 - ベネディクト・カンバーバッチ – 『パトリック・メルローズ』 - ヒュー・グラント – 『英国スキャンダル〜セックスと陰謀のソープ事件』 | - パトリシア・アークエット - 『エスケープ・アット・ダンネモラ〜脱獄〜』 - エイミー・アダムス – 『KIZU -傷-』 - コニー・ブリットン – 『Dirty John』 - ローラ・ダーン – 『ジェニーの記憶』 - レジーナ・キング – 『運命の7秒』                                                                             |
| 助演賞 | |
| 助演男優賞 | 助演女優賞 |
| - ベン・ウィショー – 『英国スキャンダル〜セックスと陰謀のソープ事件』 - アラン・アーキン – 『コミンスキー・メソッド』 - キーラン・カルキン – 『キング・オブ・メディア』 - エドガー・ラミレス – 『アメリカン・クライム・ストーリー/ヴェルサーチ暗殺』 - ヘンリー・ウィンクラー - 『バリー』               | - パトリシア・クラークソン - 『KIZU -傷-』 - アレックス・ボースタイン - 『マーベラス・ミセス・メイゼル』 - ペネロペ・クルス – 『アメリカン・クライム・ストーリー/ヴェルサーチ暗殺』 - タンディ・ニュートン – 『ウエストワールド』 - イヴォンヌ・ストラホフスキー – 『ハンドメイズ・テイル/侍女の物語』  |
| ミニシリーズ・テレビ映画作品賞 | |
| - 『アメリカン・クライム・ストーリー/ヴェルサーチ暗殺』 - 『エイリアニスト』 - 『エスケープ・アット・ダンネモラ〜脱獄〜』 - 『KIZU -傷-』 - 『英国スキャンダル〜セックスと陰謀のソープ事件』 | |

## 複数の部門でのノミネート

### 映画
| ノミネート数 | 映画                             |
| ------------ | -------------------------------- |
| 6            | 『バイス』                       |
| 5            | 『女王陛下のお気に入り』         |
| 5            | 『グリーンブック』               |
| 5            | 『アリー/ スター誕生』           |
| 4            | 『ブラック・クランズマン』       |
| 4            | 『メリー・ポピンズ リターンズ』  |
| 3            | 『ブラックパンサー』             |
| 3            | 『ビール・ストリートの恋人たち』 |
| 3            | 『ROMA/ローマ』                  |
| 2            | 『ボヘミアン・ラプソディ』       |
| 2            | 『ある少年の告白』               |
| 2            | 『ある女流作家の罪と罰』         |
| 2            | 『クレイジー・リッチ!』          |
| 2            | 『ファースト・マン』             |
| 2            | 『犬ヶ島』                       |
| 2            | 『プライベート・ウォー』         |

### テレビドラマ
| ノミネート数 | テレビドラマ                                          |
| ------------ | ----------------------------------------------------- |
| 4            | 『アメリカン・クライム・ストーリー/ヴェルサーチ暗殺』 |
| 3            | 『ジ・アメリカンズ』                                  |
| 3            | 『バリー』                                            |
| 3            | 『ホームカミング』                                    |
| 3            | 『コミンスキー・メソッド』                            |
| 3            | 『マーベラス・ミセス・メイゼル』                      |
| 3            | 『KIZU -傷-』                                         |
| 3            | 『英国スキャンダル〜セックスと陰謀のソープ事件』      |
| 2            | 『エイリアニスト』                                    |
| 2            | 『ボディガード -守るべきもの-』                       |
| 2            | 『エスケープ・アット・ダンネモラ〜脱獄〜』            |
| 2            | 『グッド・プレイス』                                  |
| 2            | 『ハンドメイズ・テイル/侍女の物語』                   |
| 2            | 『Kidding』                                           |
| 2            | 『キリング・イヴ/Killing Eve』                        |
| 2            | 『POSE』                                              |